# Toral de los Guzmanes
Toral de los Guzmanes es un municipio y villa española de la provincia de León, en la comunidad autónoma de Castilla y León. Toral se encuentra situada en la N-630 (Gijón-Sevilla) entre León, de la que dista 42 km, y Benavente (provincia de Zamora), a una distancia de unos 28 km, y a 9 km de Valencia de Don Juan, a la que está conectada mediante la carretera comarcal CV-232. Además la localidad cuenta con una nueva vía de comunicación, la autovía A-66 que une León y Benavente, con salida en la localidad. Cuenta con una población de 499 habitantes (INE 2024).

## Geografía
La orografía es casi en su totalidad la de una vega a la que la localidad da nombre, horadada durante miles de años por el río Esla, que delimita al este su extensión. El límite oeste de la localidad está demarcado por la ladera que separa la localidad del Páramo Leonés. Esta ladera tiene una franja de terreno pedregoso donde hace años se asentaba el viñedo, hoy desaparecido en su totalidad, quedando solamente las bodegas, pintorescas construcciones excavadas en la tierra. La Vega de Toral se extiende de norte a sur, siendo Villademor de la Vega y Algadefe las poblaciones que delimitan Toral en esta dirección. Las tierras de labranza son fértiles, en parte debido al trabajo de los labradores durante cientos de años de trabajo, y en parte por la riqueza del terreno y la abundancia de agua. El clima es típicamente de interior, con temperaturas extremas en invierno y en verano. En el siglo XIX se abrió en su término el canal del Esla, que tenía un salto en Toral donde inicialmente se instaló un molino y luego una turbina hidroeléctrica que dio luz a varios pueblos de la zona.
| Noroeste: Laguna de Negrillos y Villademor de la Vega | Norte: Villademor de la Vega | Noreste: Villademor de la Vega y Valencia de Don Juan |
| Oeste: Laguna de Negrillos                            |                              | Este: Valencia de Don Juan y Villaornate y Castro     |
| Suroeste Laguna de Negrillos y Algadefe               | Sur: Algadefe                | Sureste: Algadefe y Villaornate y Castro              |

## Historia

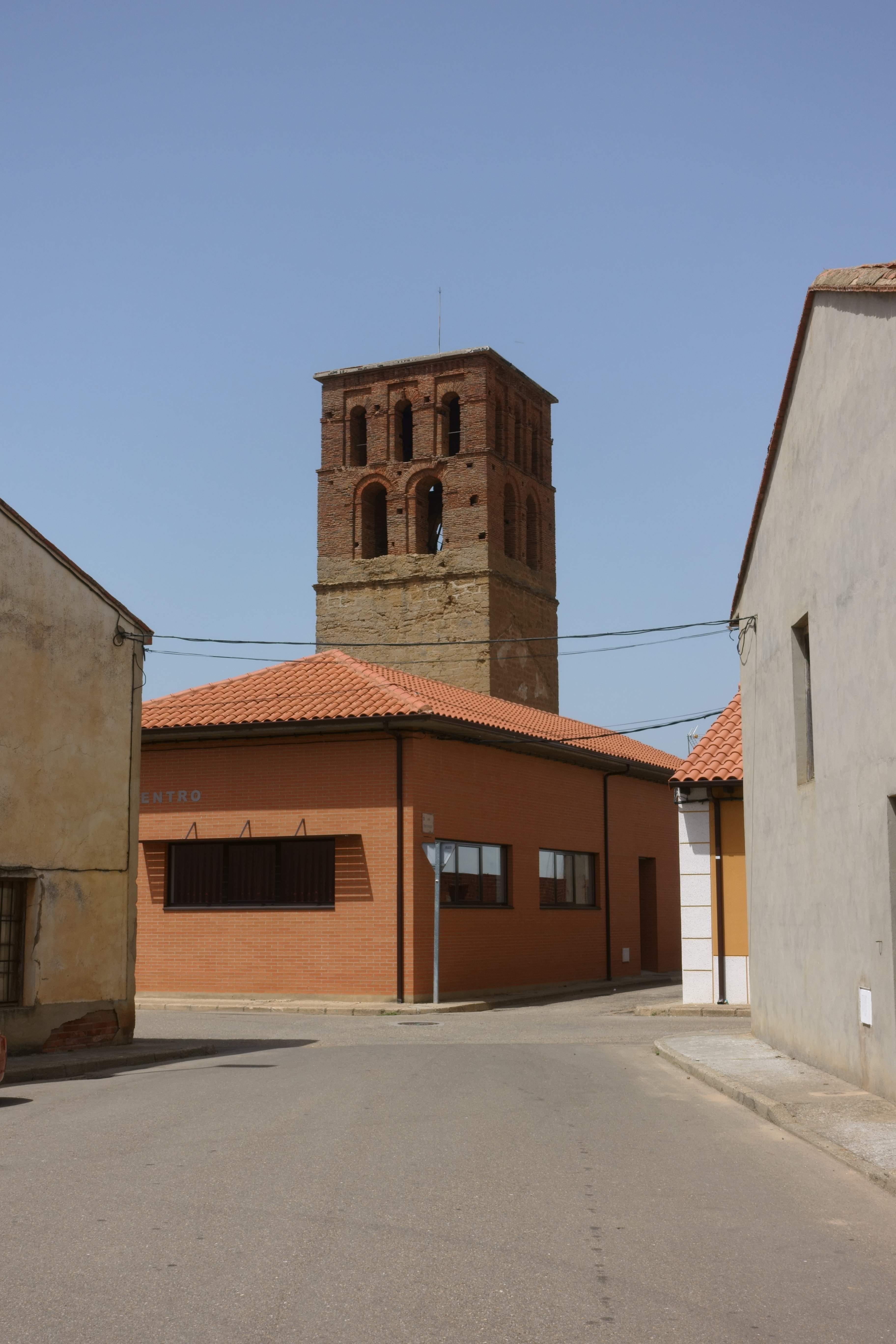
Torre de San Juan

Su primera mención documental corresponde al siglo X. Dentro del término municipal, en un otero cercano al río Esla, se localizaba la sede de la encomienda o bailía templaria de Villapalmaz, perteneciente a la vicaría ovetense de Valencia de Don Juan, en tierras leonesas.
Tuvo un importante desarrollo en el siglo XIII, cuando era señorío de Juan Ramírez de León, alcalde de León, y su esposa, María García de Toledo. Posteriormente el dominio de la villa pasaría a la casa de Guzmán, a quienes se otorgaría el título de Marqueses de Toral.

## Demografía
Cuenta con una población de 499 habitantes (INE 2024).
| Gráfica de evolución demográfica de Toral de los Guzmanes entre 1842 y 2021 |
| |
| Población de derecho según los censos de población del INE. Población de hecho según los censos de población del INE. En 1857 disminuye el término del municipio porque independiza a Algadefe, San Millán de los Caballeros, Villademor de la Vega y Villamandos. |

## Economía
Toral es una localidad eminentemente agrícola y ganadera. Tiene además un porcentaje de población dedicado a la construcción y otros servicios, debido, fundamentalmente, a su demanda en la capital y localidades más pobladas como Valencia de Don Juan y Benavente.

## Símbolos
- Escudo: De oro una espiga de sinople, mantelado en punta y caído 1.º de azur, un castillo de oro acompañado de dos calderas de oro jaqueladas de gules, 2.º jaqueladas de gules y veros (armas del linaje Quiñones), timbrado de Corona Real de España.
- Bandera: De azur un castillo de oro flaqueado por dos calderas de oro jaqueladas de gules. Forma rectangular y proporción 2:3.

## Palacio de los Guzmanes

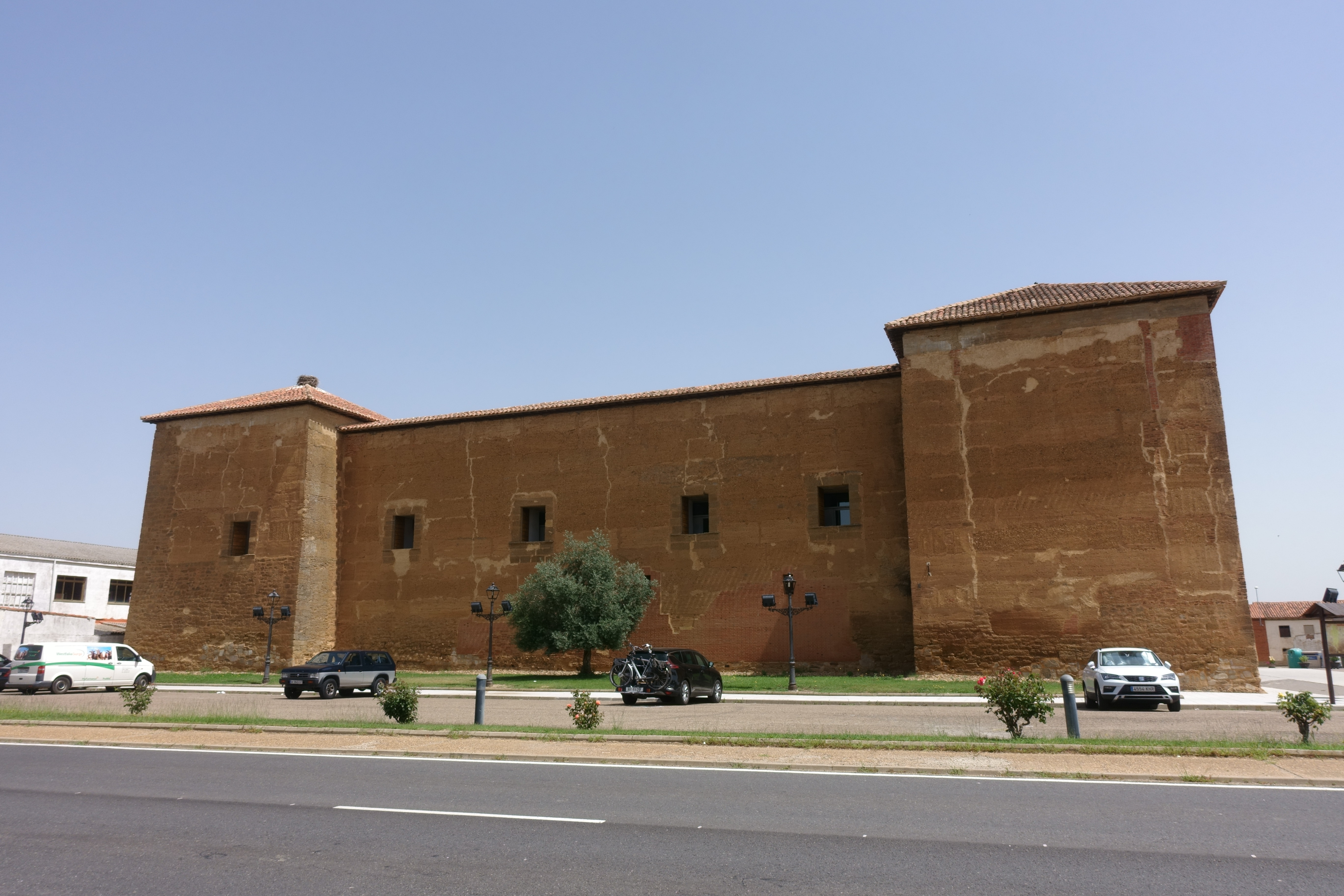
Vista lateral del palacio

El Palacio de los Guzmanes es una pieza singular de la arquitectura en tapial. Construido en el siglo XIII, el palacio perteneció a los señores Juan Ramírez de León, alcalde de León, y su esposa, María García de Toledo. Fue reformado y completado con otras obras en el siglo XVI, en tiempos del comunero Ramiro Núñez de Guzmán y su brava esposa María de Quiñones. Fue erigido en tapial calicastrado sobre basamentos de piedra. Más tarde sufrió reparaciones con ladrillo en épocas indeterminadas.
A partir de la década de 1980 del siglo XX fue rehabilitado y reconstruido en varias fases siendo alcalde de la localidad Enrique Pardo y redactando y dirigiendo la mayoría de las obras Eloy Algorri García. El Palacio tiene planta cuadrada con torreones en sus ángulos, de los que se conservaban tres de iguales dimensiones. El cuarto, fue reconstruido a partir de los cimientos originales, de mayores dimensiones y no se empleó tapial sino fábrica de ladrilla.

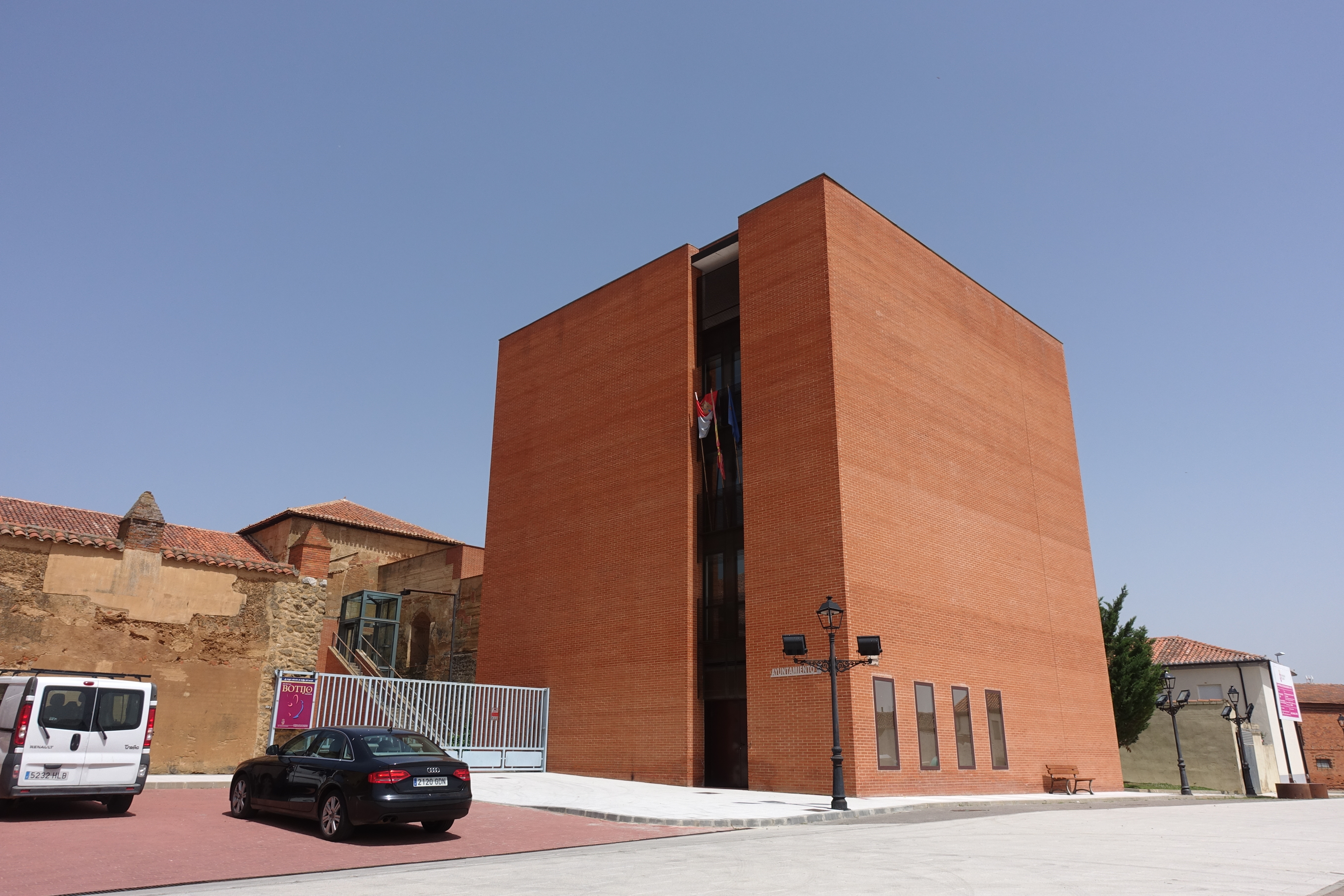
Casa consistorial

El Palacio ha sido rehabilitado para albergar las oficinas municipales y otros servicios, entre los que se encuentran la casa consistorial, la biblioteca, el consultorio médico, el café-bar el Palacio y el museo del Botijo.
En otros tiempos existió un foso que circundaba todo el recinto. La puerta principal original del Palacio, de pequeñas dimensiones y arco de medio punto (encima del cual aun pueden observarse restos de los escudos de armas de sus propietarios) precede al patio de armas, reconstruido en su totalidad. Se trata de un amplio espacio flanqueado por soportales en las caras este y norte construidos con columnas cilíndricas de cemento blanco y madera. El ala oeste alberga el Museo del Botijo de Toral de los Guzmanes y un bar-restaurante. En la cara este se sitúa la escalera que conduce a las dependencias del ala norte del Palacio. La cara sur está parcialmente abierta y contiene una amplia puerta de entrada al patio de armas.
En este palacio pernoctaron los Reyes Católicos del 15 al 17 de agosto de 1487.